# Editto di Clotario II

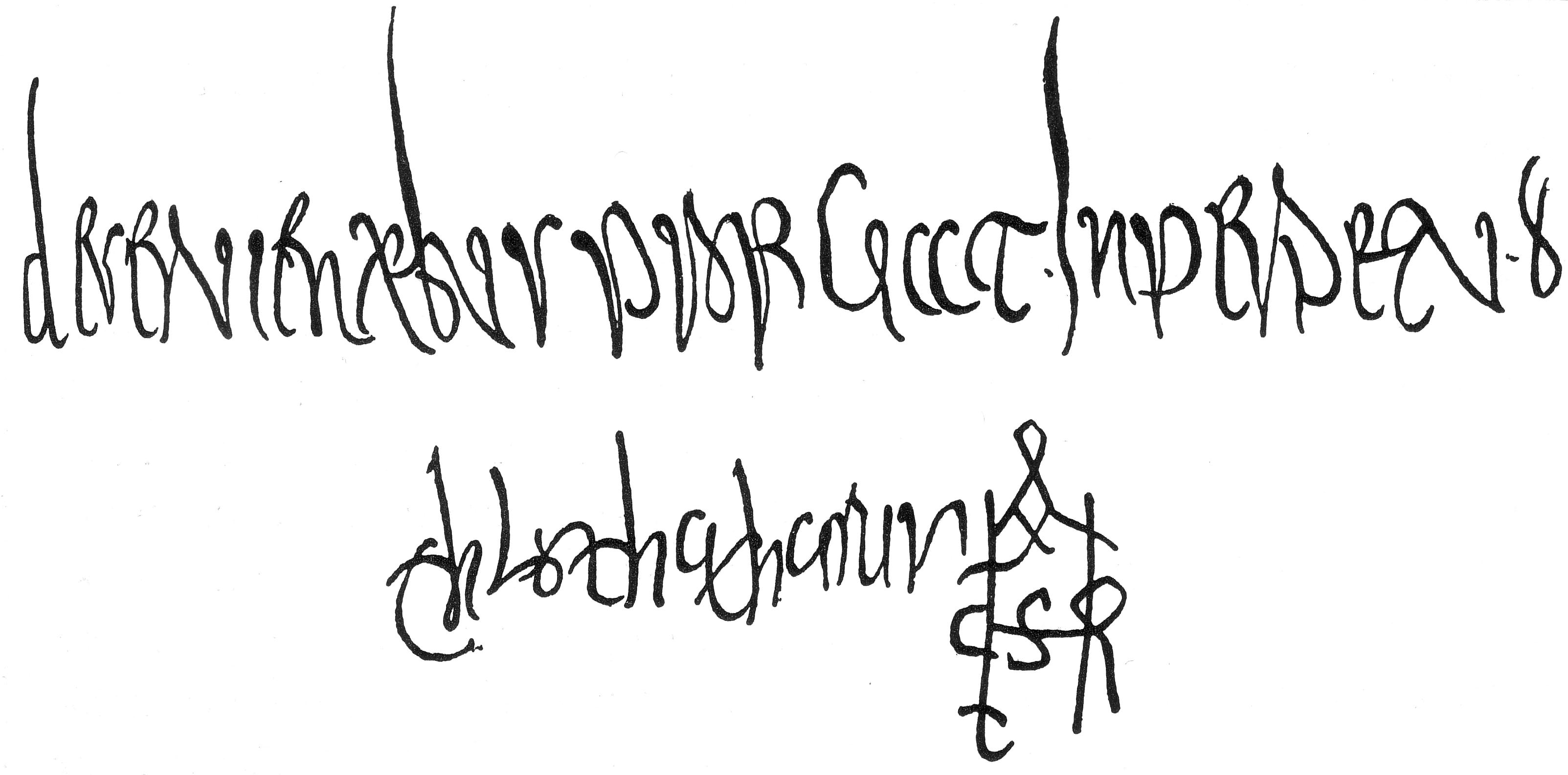
Firma di Clotario II, da un documento del 625

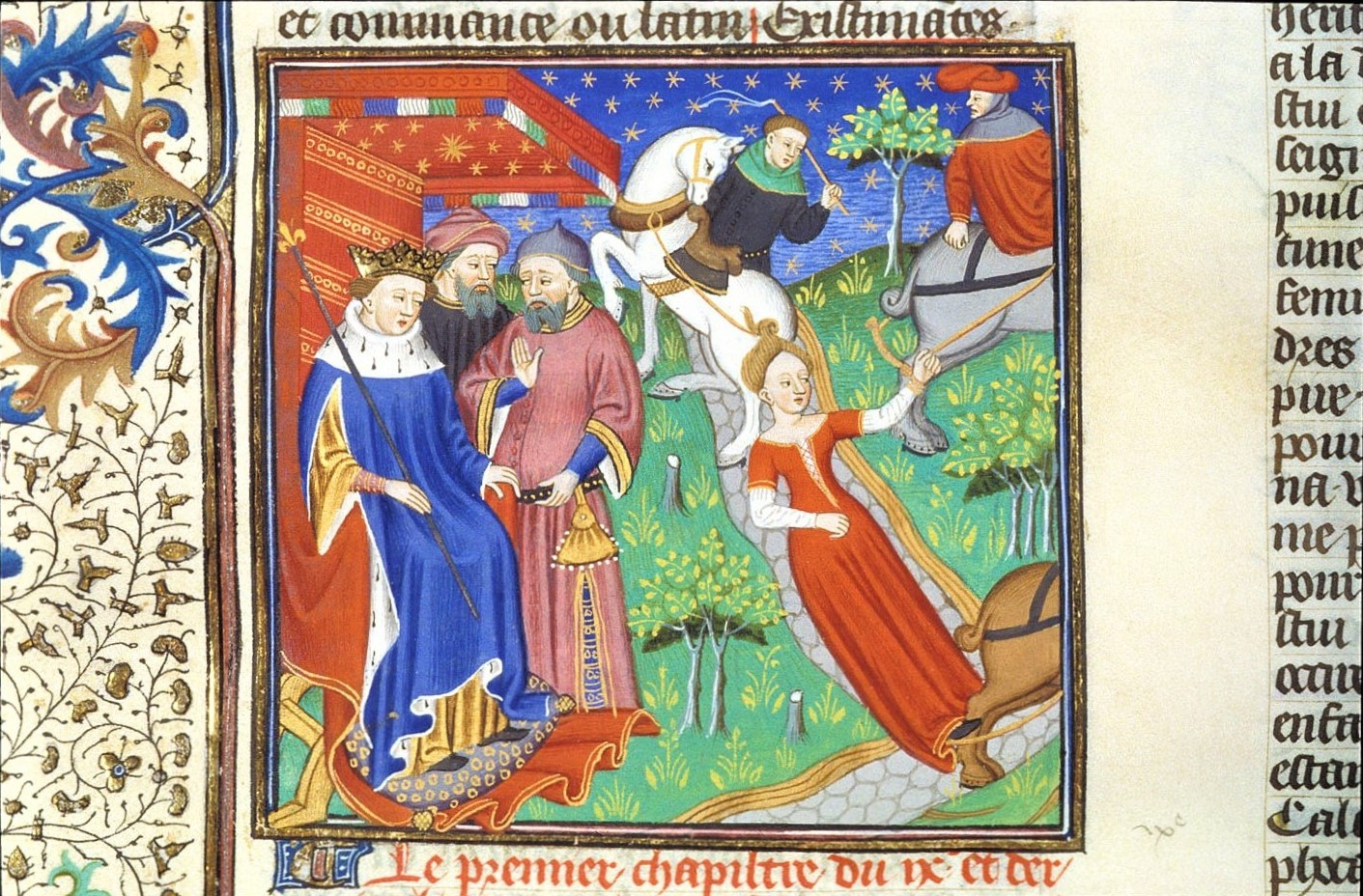
Clotario II assiste l'esecuzione di Brunechilde.
Manoscritto miniato presso la British Library, Royal 18 D VII f. 203v

L'Editto di Clotario II, Chlotarii Edictum II in latino o editto di Parigi fu promulgato il 18 ottobre 614 (o forse 615) a Parigi da Clotario II, re dei Franchi merovingi. È uno dei più importanti strumenti reali del periodo merovingio nella storia dei Franchi e un segno distintivo nella storia dello sviluppo della monarchia dei Franchi. È l'ultimo dei capitularia merovingi, una serie di ordinanze legali che governano la chiesa e il regno.
L'Editto fu decretato duramente a seguito dei canoni promulgati nel Quinto Sinodo di Parigi, al quale dovrebbe essere confrontato. Clotario aveva recentemente assunto la piena regalità dei Franchi, nel 613, quando depose suo cugino Sigeberto II, re di Austrasia, e il suo reggente, la sua bisnonna Brunechilde. L'Editto è stato comunemente visto come una serie di concessioni alla nobiltà austriaca, che si era schierata con lui contro Brunechilde. In Der Staat des hohen Mittelalters, Heinrich Mitteis ha paragonato l'editto alla Magna Carta inglese. Oggi più popolare è la convinzione che esso mirava principalmente a correggere gli abusi che erano entrati nel sistema giudiziario durante le guerre civili che avevano dominato il regno sin dall'inizio della faida di Brunechilde con la madre di Clotario, Fredegonda (568). Non si può sapere quanta parte della lingua e delle idee degli Editti derivi dal re e dai suoi ufficiali e cortigiani e quanto dai nobili. Alcune delle sue clausole sono state progettate per modificare le decisioni dei prelati al Sinodo che si era appena concluso. I vescovi hanno insistito sulla libertà nella scelta dei vescovi, ma Clotario ha modificato le decisioni del consiglio insistendo sul fatto che solo i vescovi che desiderava, o quelli inviati da preti idonei a corte, dovevano essere consacrati.
L'Editto cerca di stabilire l'ordine standardizzando le nomine per gli uffici, sia ecclesiastici che secolari, e affermando le responsabilità di tutti - i magnati, i vescovi e il re - per assicurare la felicità e la pace del regno: i felicitas regni e pax et disciplina in regno. Tra le vere concessioni conferite dall'Editto c'erano il divieto agli ebrei di accedere alle funzioni reali, di lasciare tutte tali nomine alla nobiltà franca. Nonostante l'esclusione degli ebrei dalle alte cariche, il loro diritto di intentare azioni legali contro i cristiani fu preservato. Allo stesso modo, è stato affermato il diritto di una donna di non sposarsi contro la sua volontà.
La più famosa delle ventisette clausole dell'Editto è quasi certamente il numero dodici, in cui Clotario afferma in parte che nullus iudex de aliis provinciis aut regionibus in alia loca ordinetur, il che significa che i giudici dovrebbero essere nominati solo all'interno delle proprie regioni. È stato interpretato come una concessione, garantendo ai magnati un maggiore controllo sulle nomine e una minore capacità di influenza del re, e viceversa come un atto legislativo anticorruzione, destinato a facilitare la penalizzazione degli ufficiali corrotti.
L'Editto di Parigi rimase in vigore durante il regno del suo successore, Dagoberto I.